# Цвинтар «у Спузяка»
Цвинтар «у Спузяка» польський та радянський цвинтар у Станіславові що діяв з 1928 до 1980-х рр.

## Історія
У місті не вистачало території для поховань. Відтак у 1928 році було викуплено земельну ділянку площею 2.2 га у відставного австро-угорського офіцера Констансціна Спузняка. Останній зоставляв право на проживання на ділянці біля цвинтаря. Проживав там із сім'єю до 1934 року. З 1939 по 1941 відбувались похорони радянської еліти а в період німецької окупації німецьких офіцерів та членів окупаційної адміністрації, дані могили збереглись дотепер.
З 1944 року на цвинтарі хоронили офіцерів червоної армії та місцеву партійну еліту
Відомі поховання:
Чудіновських Емма Іллінічна - історик, кандидат історичних наук, грунтовний спеціаліст з історії середньовічних Балкан.